# Wiktorów (Pasmo Łososińskie)
Wiktorów – wzniesienie w bocznym grzbiecie na północnej stronie Pasma Łososińskiego w Beskidzie Wyspowym. Grzbiet ten odbiega od głównej grani tego pasma spomiędzy Dzielca i Gronia. Północne jego stoki opadają do doliny rzeki Łososina, która opływa go również od wschodu i zachodu. Wiktorów jest w większości zalesiony, ale wysoko na wschodnich stokach znajdują się pola uprawne i zabudowania osiedli Załupie i Wiktorów, u podnóży północnych nad Łososiną osiedla Podlesie, a od zachodniej strony dość wysoko wcinają się w jego stoki pola uprawne osiedla Zagrody.
Przez Wiktorów nie prowadzi żaden szlak turystyczny.